# René Thévenet
René Thévenet (Oullins, 5 de maig de 1926 - París, 19 de febrer de 1998) és un productor de cinema francès.

## Biografia
Després d'haver col·laborat a L'Écran français el 1948 i 1949, René Thévenet va començar la seva carrera de productor en els anys 1950. El 1972 va fundar l'Association française des producteurs de films, de la que en va ser president fins al 1988.
És germà de l'historiador del cinema Pierre Lherminier.

## Filmografia parcial
- 1955: Série noire de Pierre Foucaud
- 1956: Treize à table d'André Hunebelle
- 1957: Les Collégiennes d'André Hunebelle
- 1957: Casino de Paris d'André Hunebelle
- 1957: Mademoiselle Strip-tease de Pierre Foucaud
- 1958: La Bonne Tisane de Hervé Bromberger
- 1959: Péché de jeunesse de Louis Duchesne
- 1960: Pantalaskas de Paul Paviot
- 1960: Ça va être ta fête de Pierre Montazel
- 1960: Les Héritiers, de Jean Laviron
- 1960: Le Cercle vicieux  de Max Pécas
- 1961:  De quoi tu te mêles, Daniela ! de Max Pécas
- 1961: Douce Violence de Max Pécas
- 1961: Les filles sèment le vent de Louis Soulanes
- 1962: Jusqu'à plus soif de Maurice Labro
- 1963: La Mémoire courte d'Henri Torrent i Francine Premysler
- 1967: Jeu de massacre d'Alain Jessua
- 1968: Tu seras terriblement gentille de Dirk Sanders
- 1969: Goto, l'île d'amour de Walerian Borowczyk
- 1970: Dossier prostitution de Jean-Claude Roy
- 1970: La Modification de Michel Worms
- 1971: Les Coups pour rien de Pierre Lambert
- 1971: Le Printemps de Marcel Hanoun
- 1973: Le Sourire vertical de Robert Lapoujade

## Publicacions
- Industrie et commerce du film en France, amb Jean Roux, Éditions scientifiques et juridiques, 1979